# Distrito electoral federal 8 de Chihuahua
El Distrito Electoral Federal 8 de Chihuahua es uno de los 300 Distritos Electorales en los que se encuentra dividido el territorio de México y uno de los nueve en los que se divide el estado de Chihuahua. Su cabecera es la ciudad de Chihuahua.
Desde el proceso de distritación de 2022 el distrito abarca la zona sur del Municipio de Chihuahua además de la zona este de la ciudad de Chihuahua.

## Distritaciones anteriores

### Distritación 1979 - 1996
El VIII distrito de Chihuahua fue creado en 1978, luego de la Reforma política de 1977. Constituía el tercer distrito correspondiente a la zona urbana de Ciudad Juárez, que era también su cabecera.

### Distritación 1996 - 2005
En la distribución territorial de los distritos vigente entre 1996 y 2005, el Distrito VIII lo formaba la zona del municipio de Chihuahua situada al sur del río Chuvíscar, por lo que ocupaba la mitad sur de la ciudad de Chihuahua.

### Distritación 2005 - 2017
De 2005 a 2017 fue formado por el sector oriental y norte del municipio de Chihuahua incluyendo aproximadamente la mitad de la ciudad de Chihuahua que es su cabecera.

### Distritación 2017 - 2022
Entre 2017 y 2022 el distrito abarcó la zona este y sur de la ciudad de Chihuahua y el sur del Municipio de Chihuahua.

## Diputados por el distrito
| Diputado                       | Grupo parlamentario | Legislatura | Periodo     |
| ------------------------------ | ------------------- | ----------- | ----------- |
| Mario Legarreta Hernández      |                     | LI          | 1979 - 1982 |
| Dora Villegas Nájera           |                     | LII         | 1982 - 1985 |
| Edeberto Galindo Martínez      |                     | LIII        | 1985 - 1988 |
| Eliher Flores Prieto           |                     | LIV         | 1988 - 1991 |
| José Luis Canales de la Vega   |                     | LV          | 1991 - 1994 |
| Héctor González Mocken         |                     | LVI         | 1994 - 1997 |
| Francisco Martínez Ortega      |                     | LVII        | 1997 - 2000 |
| José Mario Rodríguez Álvarez   |                     | LVIII       | 2000 - 2001 |
| Manuel Narváez Narváez         | 2001 - 2003         | LVIII       |             |
| Martha Laguette Lardizábal     |                     | LIX         | 2003 - 2006 |
| Carlos Reyes López             |                     | LX          | 2006 - 2009 |
| Alejandro Cano Ricaud          |                     | LXI         | 2009 - 2012 |
| Pedro Ignacio Domínguez Zepeda |                     | LXII        | 2012 - 2015 |
| Alejandro Domínguez Domínguez  |                     | LXIII       | 2015 - 2018 |
| Alan Falomir Sáenz             | [ c ]               | LXIV        | 2018 - 2021 |
| Rocío González Alonso          |                     | LXV         | 2021 - 2024 |
| Alejandro Domínguez Domínguez  |                     | LXVI        | 2024 - 2027 |

## Resultados electorales

### 1979
|  | 19.37 % |

|  | 58.13 % |

|  | 2.92 % |

|  | 1.15 % |

|  | 2.68 % |

|  | 4.99 % |

|  | 1.42 % |

|  | 0.00 % |

|  | 90.66 % |

|  | 9.34 % |

|  | 64.87 % |

|  | 35.13 % |

### 1982
|  | 40.40 % |

|  | 54.35 % |

|  | 1.53 % |

|  | 0.00 % |

|  | 1.21 % |

|  | 1.86 % |

|  | 0.65 % |

|  | 0.00 % |

|  | 0.00 % |

|  | 0.00 % |

|  | 100.00 % |

|  | 0.00 % |

|  | 56.31 % |

|  | 43.69 % |

### 1985
|  | 41.36 % |

|  | 33.37 % |

|  | 0.24 % |

|  | 0.17 % |

|  | 0.25 % |

|  | 0.45 % |

|  | 0.13 % |

|  | 1.34 % |

|  | 0.03 % |

|  | 0.01 % |

|  | 77.35 % |

|  | 22.65 % |

|  | 28.53 % |

|  | 71.47 % |

### 1988
|  | 49.02 % |

|  | 46.36 % |

|  | 1.77 % |

|  | 1.79 % |

|  | 0.34 % |

|  | 0.48 % |

|  | 0.25 % |

|  | 0.00 % |

|  | 100.00 % |

|  | 0.00 % |

|  | 36.72 % |

|  | 63.28 % |

### 1991
|  | 36.28 % |

|  | 50.22 % |

|  | 0.37 % |

|  | 0.89 % |

|  | 0.92 % |

|  | 0.27 % |

|  | 0.31 % |

|  | 0.23 % |

|  | 0.41 % |

|  | 3.85 % |

|  | 0.02 % |

|  | 93.78 % |

|  | 6.22 % |

|  | 75.38 % |

|  | 24.62 % |

### 1994
|  | 30.36 % |

|  | 54.90 % |

|  | 0.35 % |

|  | 5.80 % |

|  | 0.56 % |

|  | 0.36 % |

|  | 0.16 % |

|  | 3.66 % |

|  | 0.50 % |

|  | 0.05 % |

|  | 96.69 % |

|  | 3.31 % |

|  | 75.92 % |

|  | 24.08 % |

### 1997
|  | 39.65 % |

|  | 39.90 % |

|  | 10.95 % |

|  | 0.62 % |

|  | 2.70 % |

|  | 3.46 % |

|  | 0.28 % |

|  | 0.43 % |

|  | 0.00 % |

|  | 97.65 % |

|  | 2.35 % |

|  | 57.15 % |

|  | 42.85 % |

### 2000
|  | 49.70 % |

|  | 40.42 % |

|  | 5.12 % |

|  | 0.90 % |

|  | 0.74 % |

|  | 1.46 % |

|  | 0.03 % |

|  | 98.37 % |

|  | 1.63 % |

|  | 63.72 % |

|  | 36.28 % |

### 2003
|  | 33.70 % |

|  | 44.57 % |

|  | 13.38 % |

|  | 2.09 % |

|  | 0.92 % |

|  | 0.17 % |

|  | 0.22 % |

|  | 0.39 % |

|  | 0.21 % |

|  | 0.22 % |

|  | 0.03 % |

|  | 95.89 % |

|  | 4.11 % |

|  | 39.13 % |

|  | 60.87 % |

### 2006
|  | 43.21 % |

|  | 37.40 % |

|  | 10.41 % |

|  | 6.23 % |

|  | 1.39 % |

|  | 0.43 % |

|  | 97.77 % |

|  | 2.23 % |

|  | 54.78 % |

|  | 45.22 % |

### 2009
|  | 26.34 % |

|  | 44.00 % |

|  | 2.30 % |

|  | 4.11 % |

|  | 9.39 % |

|  | 4.94 % |

|  | 1.56 % |

|  | 0.16 % |

|  | 92.82 % |

|  | 7.18 % |

|  | 39.54 % |

|  | 60.46 % |

### 2012
|  | 31.48 % |

|  | 35.89 % |

|  | 13.19 % |

|  | 4.76 % |

|  | 5.65 % |

|  | 0.09 % |

|  | 90.36 % |

|  | 8.94 % |

|  | 55.14 % |

|  | 44.86 % |

### 2015
|  | 24.81 % |

|  | 35.38 % |

|  | 2.55 % |

|  | 2.94 % |

|  | 4.94 % |

|  | 8.32 % |

|  | 7.09 % |

|  | 2.83 % |

|  | 4.26 % |

|  | 0.24 % |

|  | 93.37 % |

|  | 6.63 % |

|  | 31.55 % |

|  | 68.45 % |

### 2018
|  | 39.65 % |

|  | 15.94 % |

|  | 33.37 % |

|  | 3.99 % |

|  | 3.02 % |

|  | 0.07 % |

|  | 96.05 % |

|  | 3.95 % |

|  | 55.03 % |

|  | 44.97 % |

### 2021
|  | 46.44 % |

|  | 6.43 % |

|  | 1.01 % |

|  | 6.51 % |

|  | 33.68 % |

|  | 1.77 % |

|  | 0.67 % |

|  | 0.96 % |

|  | 0.05 % |

|  | 97.50 % |

|  | 2.50 % |

|  | 47.68 % |

|  | 52.32 % |